# Villaluenga de la Sagra
Villaluenga de la Sagra é um município da Espanha na província de Toledo, comunidade autónoma de Castilla-La Mancha, de área 27,03 km² com população de 2929 habitantes (2004) e densidade populacional de 108,36 hab/km².

## Demografia
| Variação demográfica do município entre 1991 e 2004 | Variação demográfica do município entre 1991 e 2004 | Variação demográfica do município entre 1991 e 2004 | Variação demográfica do município entre 1991 e 2004 |
| --------------------------------------------------- | --------------------------------------------------- | --------------------------------------------------- | --------------------------------------------------- |
| 1991                                                | 1996                                                | 2001                                                | 2004                                                |
| 2 467                                               | 2 639                                               | 2 662                                               | 2 929                                               |